# Zonoplusia
Zonoplusia là một chi bướm đêm thuộc họ Noctuidae.

## Loài
- Zonoplusia ochreata Walker, 1865